# Compsomelissa
Compsomelissa is een geslacht van vliesvleugelige insecten uit de familie bijen en hommels (Apidae)

## Soorten
- C. acaciae (Brooks & Pauly, 2001)
- C. albigena (Brooks & Pauly, 2001)
- C. angustula (Cockerell, 1934)
- C. ankaratrensis (Brooks & Pauly, 2001)
- C. benoisti (Michener, 1977)
- C. borneri Alfken, 1924
- C. curtipilosa (Brooks & Pauly, 2001)
- C. didyensis (Brooks & Pauly, 2001)
- C. harveyi (Cockerell, 1936)
- C. isaloensis (Brooks & Pauly, 2001)
- C. keiseri (Benoist, 1962)
- C. kraussi (Michener, 1977)
- C. minuta (Brooks & Pauly, 2001)
- C. nigrinervis (Cameron, 1905)
- C. pentagonalis (Brooks & Pauly, 2001)
- C. personata (Brooks & Pauly, 2001)
- C. platyprosopon (Michener, 1977)
- C. quadratifera (Cockerell, 1934)

- C. rufa (Michener, 1977)
- C. seyrigi (Benoist, 1962)
- C. spatulata (Brooks & Pauly, 2001)
- C. spinipennis (Brooks & Pauly, 2001)
- C. stigma (Strand, 1915)
- C. stigmoides (Michener, 1971)
- C. tulearensis (Michener, 1977)
- C. zaxantha (Cockerell, 1934)